# 威廉·S·理查森
威廉·肖·理查森（英語：William Shaw Richardson，1919年12月22日—2010年6月21日）为美国律师及政治人物，曾于1966年至1982年间担任夏威夷最高法院的首席法官。而在此之前，理查森曾于1962年至1966年间担任夏威夷州副州长。